# 佩皮约
佩皮约（法語：Pépieux，法語發音：[pepjø] ⓘ）是法国奥德省的一个市镇，位于该省北部偏东，属于卡尔卡松区。

## 地理
佩皮约（43°17'52"N, 2°40'45"E）面积9.85 平方千米，位于法国奧克西塔尼大區奥德省，该省份为法国南部沿海省份，北起塔恩省，西北接上加龙省，西接阿列日省，南至东比利牛斯省，东临地中海，东北与埃罗省接壤。
与佩皮约接壤的市镇（或旧市镇、城区）包括：阿济耶、塞斯拉斯、奥隆扎克、锡朗。

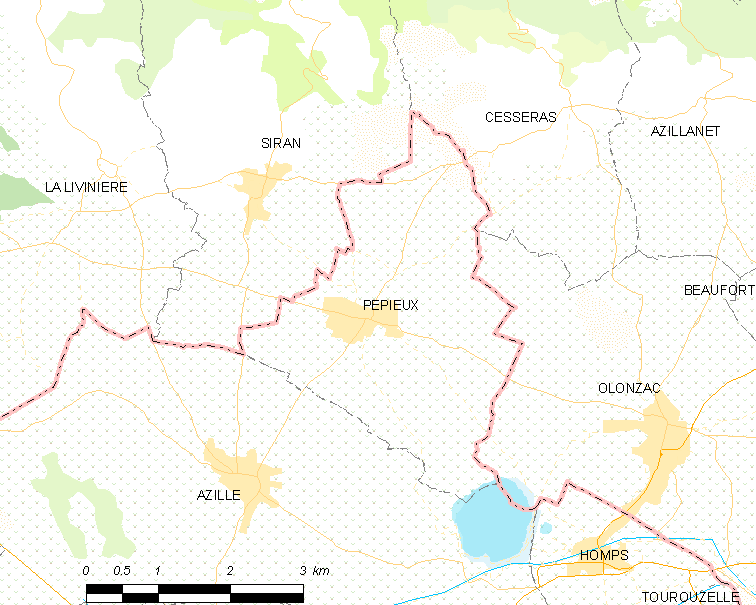
佩皮约的OSM定位图

佩皮约的时区为UTC+01:00、UTC+02:00（夏令时）。

## 行政
佩皮约的邮政编码为11700，INSEE市镇编码为11280。

## 政治
佩皮约所属的省级选区为上密涅瓦县。

## 人口

1962-2008年间佩皮约人口变化图示

佩皮约于2022年1月1日时的人口数量为1105人。